# شهرستان شل‌بای (ایندیانا)
شهرستان شل‌بای، ایندیانا (به انگلیسی: Shelby County, Indiana) شهرستانی در ایالات متحده آمریکا است که در ایندیانا واقع شده‌است.